# Seleção balanceadora
A seleção balanceadora refere-se a vários processos seletivos pelos quais múltiplos alelos (diferentes versões de um gene ) são activamente mantidos no pool genético de uma população em frequências maiores do que o esperado se apenas actuasse deriva genética. Isso pode ocorrer por vários mecanismos, em particular quando os heterozigotos para os alelos considerados têm uma aptidão mais alta que o homozigoto. Desta forma, o polimorfismo genético é conservado. 
Evidências para a selecção balanceadora podem ser encontradas no número de alelos em uma população mantida acima das frequências da taxa de mutação. Toda a investigação moderna mostrou que essa variação genética significativa é ubíqua em populações panmíticas . 
Existem vários mecanismos (que não são exclusivos em uma determinada população) pelos quais o equilíbrio de seleção funciona para manter o polimorfismo. Os dois principais e mais estudados são a vantagem do heterozigoto e a selecção dependente da frequência. 